# タラバエビ科
タラバエビ科（タラバエビか、Pandalidae）は、コエビ下目に属するエビの分類群の一つ。ホッコクアカエビ、ホッカイエビ、ボタンエビ、トヤマエビなどが分類される。

## 概要
世界中の海から多くの種類が知られる。「タラバエビ」（鱈場海老）の和名はタラの漁場で同所的に漁獲されることに由来し、主要な水産重要種はその名の通り寒帯の深海に多い。ただしホッカイエビやスナエビ、ミツクリエビなど、浅い海の藻場に生息する種類もいる。また、ミノエビ属、ジンケンエビ属の多くの種は、温帯から熱帯域の深海に生息し、沖合底引き網やエビかご漁で漁獲され、食用とされる。ビシャモンエビやクラゲエビなどは熱帯の浅い海に分布し、サンゴやクラゲなど他の動物と共生している。
体長や体型は属によって大きく異なる。小型の種類はビシャモンエビやクラゲエビなどがあるが、これらは体長1-2cmほどで、他の動物と共生する。体色や体型は共生する動物にあわせて擬態しており、歩脚が短い。一方大型種はモロトゲエビ属、タラバエビ属、ミノエビ属に多く、中には体長20cmを超える種類もいる。一般的に額角は長く、上に反り、たくさんの歯（ギザギザ）がある。第1歩脚の鋏が強い退化傾向を呈するのが特徴である。第2歩脚は小さな鋏をなし、長節と腕節の間の関節で折りたたまれる。腕節は複数の節に分節する。
なお、タラバエビ属とモロトゲエビ属の種は雄性先熟の性転換をするのが特徴である。これらの若い個体は繁殖期がやってきた時にまずオスとして繁殖に参加するが、成長するとメスになる。他の属では性転換の例は知られていない。
卵はメスが腹肢に抱えて孵化するまで保護し、卵からは幼生が生まれる。モロトゲエビ属やタラバエビ属の一部の種の卵はコエビ下目としてはかなり大粒で、一度に産卵する卵の数が少なく、抱卵する期間も長い。たとえばヒゴロモエビは長径4mmほどの楕円形の卵を200個ほど産卵し、2年近くも抱卵することがわかっている。

## 利用
中型・大型の種類は食用となり、水産資源として重要な種類が多い。日本では1960年代から1970年代頃までは漁獲地周辺の流通にとどまっていたが、冷凍・運搬技術の発達や沿岸漁協の宣伝などにより広く流通するようになった。さらに輸入も行われるようになり、食材として目にする機会も多くなっている。その一方、ヒゴロモエビなど大卵少産型のエビは、漁獲過多に伴って資源の枯渇が深刻になっている。

## 分類
約20属100種が属する。
- Anachlorocurtis Hayashi, 1975 ウミカラマツエビ属 - 2種 ウミカラマツエビ
- Atlantopandalus Komai, 1999 - 1種
- Austropandalus Holthuis, 1952 - 1種
- Bitias Fransen, 1990 - 2種
- Calipandalus Komai & Chan, 2003 - 1種
- Chelonika Fransen, 1997 - 1種
- Chlorocurtis Kemp, 1925 - 1種
- Chlorotocella Balss, 1914 クラゲエビ属 - 2種 クラゲエビ
- Chlorotocus A. Milne-Edwards, 1882 サヨエビ属 - 2種 サヨエビ
- Dichelopandalus Caullery, 1896 - 2種
- Dorodotes Spence Bate, 1888 - 1種
- Heterocarpus A. Milne-Edwards, 1881 ミノエビ属 - 約30種
  - ミノエビ・アカモンミノエビ・マルゴシミノエビなど
- Miropandalus Bruce, 1983 ビシャモンエビ属 - ビシャモンエビ1種
- Notopandalus Yaldwyn, 1960 - 1種
- Pandalina Calman, 1899 - 5種
- Pandalopsis Spence Bate, 1888 モロトゲエビ属 - 約20種
  - ミツクリエビ・ツノナガモロトゲエビ・ヒゴロモエビ・モロトゲアカエビ・ブドウエビなど
- Pandalus Leach, 1814 タラバエビ属 - 約20種
  - ホッコクアカエビ・トヤマエビ・スナエビ・ホッカイエビ・ボタンエビ・タラバエビなど
- Pantomus A. Milne-Edwards, 1883 - 2種
- Peripandalus de Man, 1917 - 1種
- Plesionika Spence Bate, 1888 ジンケンエビ属 - 約100種
  - イズミエビ・ジンケンエビ・オキノスジエビ・ハクセンエビ・エリマキエビなど
- Procletes Spence Bate, 1888 ベニエビ属 - ベニエビ1種
- Pseudopandalus Crosnier, 1997 - 1種
- Stylopandalus Coutière, 1905 カザリジンケンエビ属 - カザリジンケンエビ1種

## おもな種類

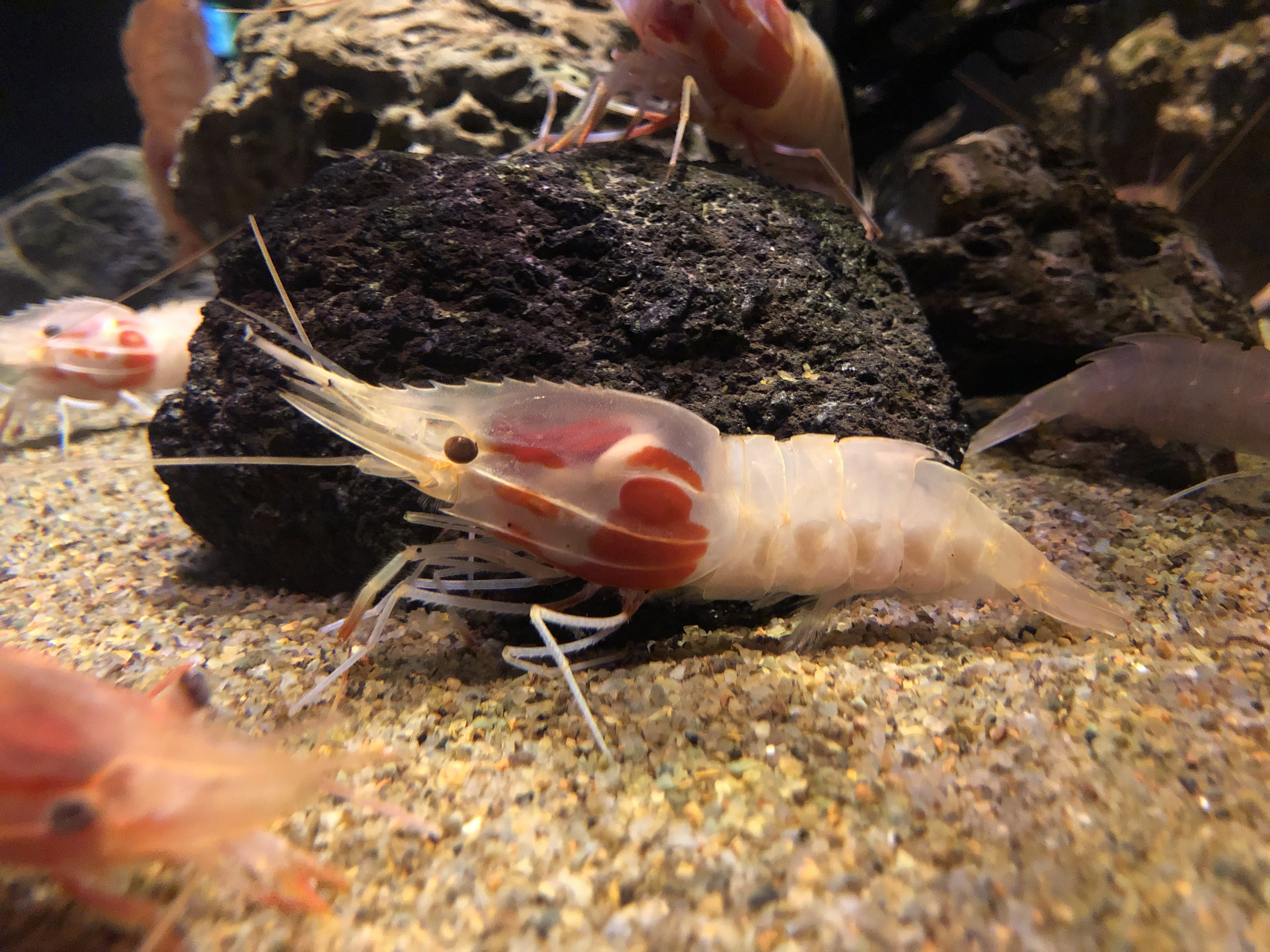
ミノエビ

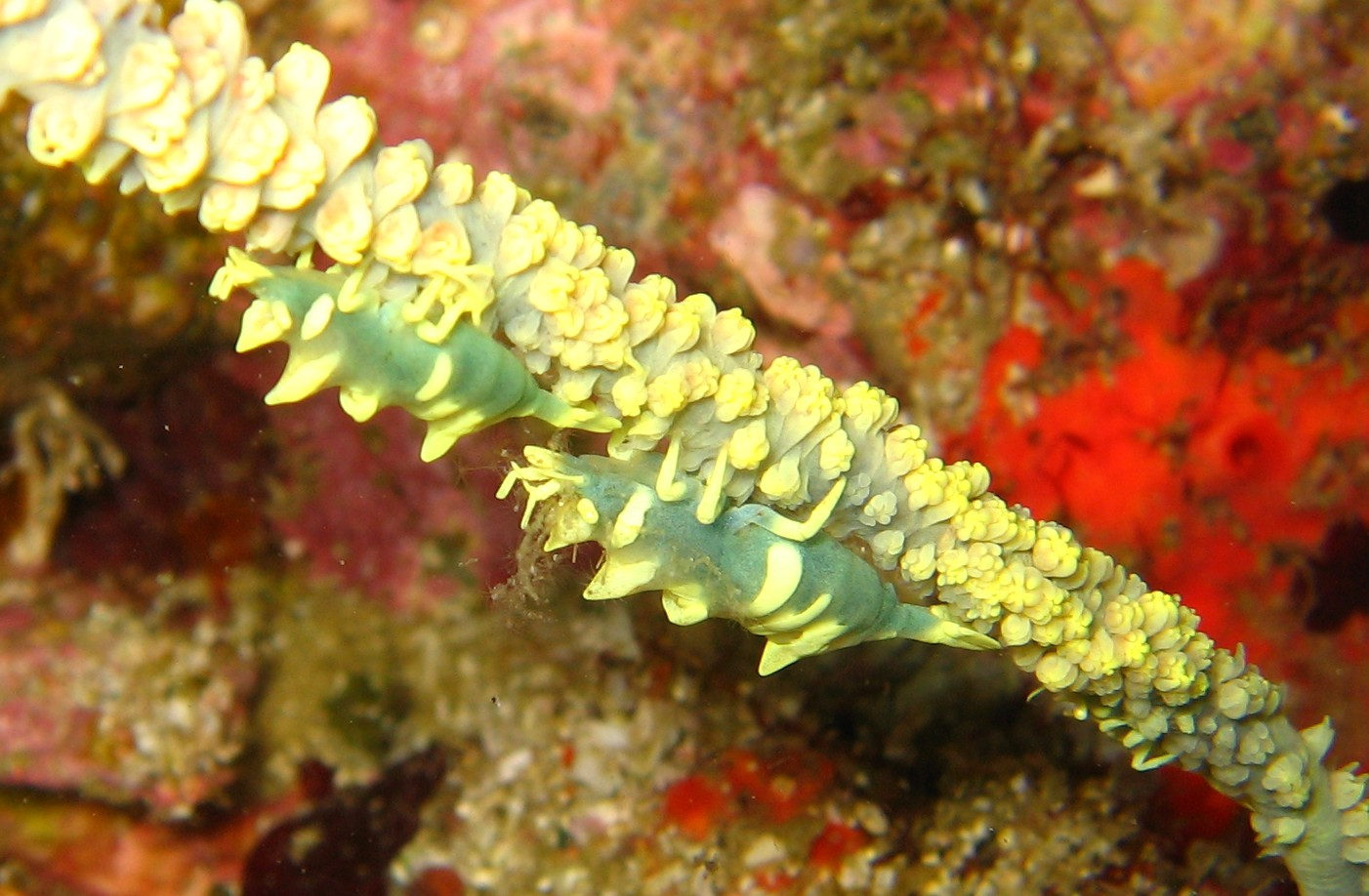
ビシャモンエビ

クラゲエビ Chlorotocella gracilis Balss, 1914
体長2cmほどの小型種。額角が細長く、体はほぼ透明。房総半島以南の太平洋熱帯域に分布し、タコクラゲなどのクラゲに共生する。
ミノエビ Heterocarpus hayashii Crosnier, 1988
体長10cmほどで、体色はピンク。甲は硬く、全身に細かい毛がある。正中線（背中の中心）が盛り上がって体高が高く、さらに頭胸甲の側面には隆起線が縦に4本ある。6つある腹節のうち、第3腹節と第4腹節には後ろ向きの鋭いとげがある。房総半島以南の太平洋熱帯域に分布し、水深300m-500mほどの深海砂泥底に生息する。食用に漁獲される。
ビシャモンエビ Miropandalus hardingi Bruce, 1983
体長2cmほどの小さなエビ。房総半島以南の暖かい浅い海に分布し、サンゴの1種ムチカラマツに共生する。体は黄緑色で背中に黄色の突起が数個あり、ムチカラマツの枝そっくりに擬態している。

### モロトゲエビ属
ミツクリエビ Pandalopsis pacifica (Doflein, 1902)
体長5cmほど。体は緑色で細長く、額角が長く上方に反る。北海道の太平洋側沿岸に分布し、内湾の砂泥底やアマモ藻場に生息する。緑色の細長い体はアマモに擬態している。
ヒゴロモエビ Pandalopsis coccinata Urita, 1941
体長20cmほどの大型種で、体は丸っこい。体色は紫色で、体の各所に赤の大きな斑点がある。オホーツク海南部、北海道〜三陸の太平洋岸に分布し、水深400-600mほどの深海の砂泥底に生息する。体色が紫色なので「ブドウエビ」とも呼ばれるが、標準和名の「ブドウエビ」は別種 P. miyakei Hayashi, 1986 を指す。食用に漁獲されるが、大卵少産で繁殖力が低く、20世紀末頃から資源の枯渇が深刻となっている。
モロトゲアカエビ Pandalopsis japonica Balss, 1914
体長15cmほど。額角は長く上方に反り、先が白い。全身にピンクと赤の縦じま模様。日本海と東北地方太平洋岸、北海道、樺太まで分布し、水深200-400mの岩礁域に生息する。「アカシマエビ」とも呼ばれ、食用に漁獲される。

### タラバエビ属

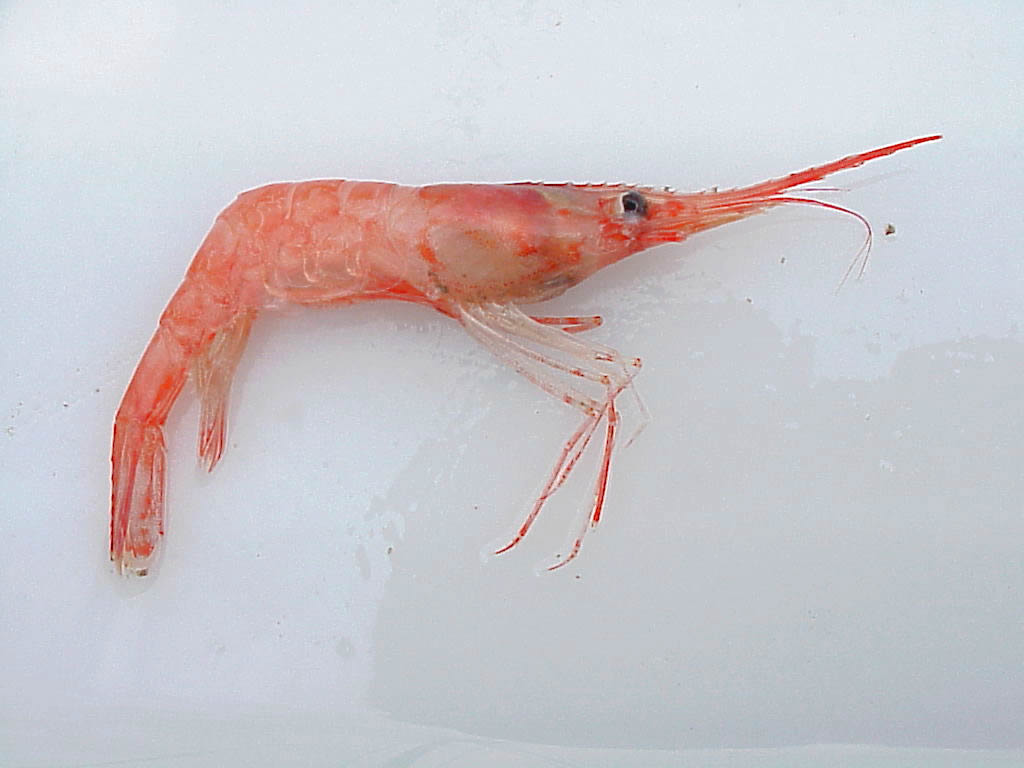
Pandalus borealis

ホッコクアカエビ Pandalus eous Makarov, 1935
体長12cmほど。和名のとおり体はピンク色-赤橙色で、細長い体型をしている。若狭湾以北の日本海北部沿岸から北米西岸の北太平洋北部に広く分布するが、北大西洋に分布するものは別種 P. borealis Krøyer, 1838 とされる。水深200-800mほどの深海砂泥底に多く生息する。重要な食用種で、「アマエビ」「ナンバンエビ」などの別名でもよく知られている。
トヤマエビ Pandalus hypsinotus Brandt, 1851
体長20cmほどの大型種。額角は長く上方に反る。体はピンク色で、各所に赤い横しまがある。頭胸甲正中線（背中の中心）が盛り上がり体高が高い。富山湾以北の日本海と北海道沿岸、オホーツク海、ベーリング海、アラスカからカナダに分布し、水深100-200mほどの砂泥底に生息する。市場では「ボタンエビ」と呼ばれることが多いが、標準和名“ボタンエビ”は別種Pandalus nipponensis である。食用に漁獲される。
スナエビ Pandalus prensor Stimpson, 1860
体長6cm前後で、体色は赤褐色。主にアマモ藻場から水深150 mの沿岸域に生息する。日本海から三陸沿岸の陸棚域には近縁種のコタラバエビ (Pandalus gracilis Stimpson, 1860) が生息する．
ホッカイエビ Pandalus latirostris Rathbun, 1902
体長13cmほどで、額角はまっすぐ前方に伸びる。生体は全身が黄緑色と黄褐色の縦じま模様で、「シマエビ」「ホッカイシマエビ」とも呼ばれる。宮城県以北から樺太、千島列島にかけて分布し、浅い海のアマモ藻場に生息する。鮮やかなしま模様はアマモにまぎれるための保護色である。重要な食用種。
ボタンエビ Pandalus nipponensis Yokoya, 1933
体長15cmほど。トヤマエビに似るが、頭胸甲の正中隆起の発達は弱い。体色は橙色がかっており、腹部の横に赤い斑点が2列に並ぶ。四国から宮城県南部までの太平洋岸だけに分布する日本固有種である。水深300-500mの砂泥底に生息し、深海性のイソギンチャクの周囲に群れていることがある。食用に漁獲されるが、漁獲量は少ない。主な産地は、小名浜沖、銚子沖、駿河湾、尾鷲沖、土佐湾など．

### ジンケンエビ属
ジンケンエビ Plesionika semilaevis Bate, 1888
体長9cmほど。額角は長く上方に反るが、複眼の前で一旦下方に弧を描く。5対の歩脚のうち後ろの3対が非常に細長い。西部太平洋、インド洋に広く分布し、日本では相模湾以南に分布する。水深300 - 700mほどの深海砂泥底に生息し、食用に漁獲される。和名のジンケンはレーヨンの古称「人絹」で、高級エビの代用として使われたことを絹の代用として使われたレーヨンに重ねたものである。「オキノシラエビ」「アカエビ」「アマエビ」などの別名がある。
オキノスジエビ Plesionika naval (Fabricius, 1787)
体長8cmほど。和名通り体側に赤の縦じまが4本あり、その間は交互にピンクと白になっている。額角や触角、歩脚が非常に細長い。日本では房総以南の太平洋側に分布し、水深50-400mの岩礁域に群れで生息する。和名に「スジエビ」とあるが、スジエビ類はテナガエビ科で、オキノスジエビとは別の科に属する。